# ديريك وارويك
ديريك وارويك (بالإنجليزية: Derek Warwick)‏ مواليد 27 أغسطس 1954 في هامبشير، المملكة المتحدة، هو سائق فورملا 1 بريطاني سابق بدأ مسيرته الاحترافية سنة 1981. خاض خلال مسيرته 162 سباقاً.

## سباقات شارك فيها
- لو مان 24 ساعة
- بطولة العالم للسيارات الرياضية
- بطولة فورمولا 3 البريطانية

## روابط خارجية
- ديريك وارويك على موقع DriverDB.com (الإنجليزية)
- ديريك وارويك على موقع eWRC-results.com (الإنجليزية)